# Chiton corypheus
Chiton corypheus är en blötdjursart som beskrevs av Hedley och Hull 1912. Chiton corypheus ingår i släktet Chiton och familjen Chitonidae. Inga underarter finns listade i Catalogue of Life.